# Circonscription proportionnelle du Kinki
La circonscription proportionnelle du Kinki (比例近畿ブロック, Hirei Kinki burokku) est l'un des onze blocs législatifs régionaux destinés à l'élection d'une partie des membres de la Chambre des représentants du Japon au scrutin proportionnel.

## Description géographique
La circonscription comprend toutes les préfectures de la région du Kinki à l'exception de Mie, soit Hyōgo, Kyoto, Nara, Osaka, Shiga et Wakayama.

## Résultats électoraux

### Années 2020
| Parti | Parti                           | Résultats | Résultats | Résultats | Résultats     | Députés élus (28) |
| Parti | Parti                           | Voix      | %         | Sièges    | +/-           | Députés élus (28) |
| ----- | ------------------------------- | --------- | --------- | --------- | ------------- | --- |
|       | Parti japonais de l'innovation  | 2 069 796 | 23,34     | 7         | 3             | 1. Yumi Hayashi 2. Kee Miki (ja) 3. Junko Tokuyasu (ja) 4. Kōtarō Ikehata (ja) 5. Kōichirō Ichimura (ja) 6. Yūichirō Wada (ja) 7. Keishi Abe (ja) |
|       | Parti libéral-démocrate         | 1 837 859 | 20,72     | 6         | 2             | 1. Hiroo Kotera (ja) 2. Masatoshi Ishida 3. Toshitaka Ōoka (ja) 4. Masaki Ōgushi (ja) 5. Shigeki Kobayashi (ja) 6. Tomoaki Shimada                |
|       | Parti démocrate constitutionnel | 1 247 328 | 14,06     | 4         | 1             | 1. Hiroyuki Moriyama (ja) 2. Keigo Hashimoto (ja) 3. Satoru Okada (ja) 4. Kanako Otsuji                                                           |
|       | Kōmeitō                         | 1 030 324 | 11,62     | 3         | en stagnation | 1. Yuzuru Takeuchi (ja) 2. Tomoko Ukishima (ja) 3. Yōko Wanibuchi (ja)                                                                            |
|       | Parti démocrate du peuple       | 739 441   | 8,34      | 2         | 1             | 1. Kōichi Mukoyama (ja) 2. Masaki Hiraiwa (ja) |
|       | Parti communiste japonais       | 649 195   | 7,32      | 2         | en stagnation | 1. Kōtarō Tatsumi (ja) 2. Akiko Horikawa (ja) |
|       | Reiwa Shinsengumi               | 557 899   | 6,29      | 2         | 1             | 1. Akiko Ōishi (ja) 2. Ai Yahata (ja) |
|       | Sanseitō                        | 350 211   | 3,95      | 1         | —             | 1. Yūko Kitano |
|       | Parti conservateur du Japon     | 288 326   | 3,25      | 1         | —             | 1. Yōichi Shimada (ja) |
|       | Parti social-démocrate          | 99 161    | 1,12      | 0         | en stagnation | Aucun |

| Parti | Parti                           | Résultats | Résultats | Résultats | Résultats     | Députés élus (28) |
| Parti | Parti                           | Voix      | %         | Sièges    | +/-           | Députés élus (28) |
| ----- | ------------------------------- | --------- | --------- | --------- | ------------- | --- |
|       | Parti japonais de l'innovation  | 3 180 219 | 33,91     | 10        | 5             | 1. Kee Miki (ja) 2. Yūichirō Wada (ja) 3. Hiroki Sumiyoshi (ja) 4. Kenji Horii (ja) 5. Sachiko Horiba (ja) 6. Ryōta Endō (ja) 7. Yūichirō Ichitani (ja) 8. Kiyoshige Maekawa (ja) 9. Kōtarō Ikehata (ja) 10. Masayuki Akagi (ja) |
|       | Parti libéral-démocrate         | 2 407 699 | 25,67     | 8         | 1             | 1. Shinsuke Okuno (ja) 2. Akira Yanagimoto (ja) 3. Masaki Ōgushi (ja) 4. Shigeki Kobayashi (ja) 5. Hideyuki Tanaka (ja) 6. Kōichi Munekiyo (ja) 7. Masahito Moriyama (ja) 8. Tomu Tanigawa (ja)                                  |
|       | Kōmeitō                         | 1 155 683 | 12,32     | 3         | 1             | 1. Yuzuru Takeuchi (ja) 2. Tomoko Ukishima (ja) 3. Yōko Wanibuchi (ja) |
|       | Parti démocrate constitutionnel | 1 090 666 | 11,63     | 3         | 2             | 1. Shū Sakurai (ja) 2. Hiroyuki Moriyama (ja) 3. Hisashi Tokunaga (ja) |
|       | Parti communiste japonais       | 736 156   | 7,85      | 2         | en stagnation | 1. Keiji Kokuta 2. Takeshi Miyamoto (ja) |
|       | Parti démocrate du peuple       | 303 480   | 3,24      | 1         | —             | 1. Alex Saitō (ja) |
|       | Reiwa Shinsengumi               | 292 483   | 3,12      | 1         | —             | 1. Akiko Ōishi (ja) |
|       | Parti anti-NHK                  | 111 539   | 1,19      | 0         | —             | Aucun |
|       | Parti social-démocrate          | 100 980   | 1,08      | 0         | en stagnation | Aucun |

### Années 2010
| Parti | Parti                              | Résultats | Résultats | Résultats | Résultats     | Députés élus (28) |
| Parti | Parti                              | Voix      | %         | Sièges    | +/-           | Députés élus (28) |
| ----- | ---------------------------------- | --------- | --------- | --------- | ------------- | --- |
|       | Parti libéral-démocrate            | 2 586 424 | 30,62     | 9         | en stagnation | 1. Shinsuke Okuno (ja) 2. Noboru Kamitani (ja) 3. Yukari Satō (ja) 4. Yayoi Kimura (ja) 5. Shōhei Okashita (ja) 6. Tomu Tanigawa (ja) 7. Hirofumi Kado (ja) 8. Kazuhide Ōkuma (ja) 9. Mamoru Shigemoto (ja) |
|       | Parti japonais de l'innovation     | 1 544 821 | 18,29     | 5         | —             | 1. Natsue Mori (ja) 2. Hidetaka Inoue (ja) 3. Takashi Tanihata (2017-2020) 4. Yasushi Adachi 5. Yasuto Urano (ja) 6. Teruo Minobe (ja) (2020-2021)                                                          |
|       | Parti démocrate constitutionnel    | 1 335 360 | 15,81     | 5         | —             | 1. Hiroyuki Moriyama (ja) 2. Shū Sakurai (ja) 3. Fumiyoshi Murakami (ja) 4. Kanako Otsuji 5. Hideki Nagao (ja)                                                                                              |
|       | Kōmeitō                            | 1 164 995 | 13,79     | 4         | en stagnation | 1. Yuzuru Takeuchi (ja) 2. Tomoko Ukishima (ja) 3. Susumu Hamamura (ja) 4. Yōko Wanibuchi (ja) |
|       | Parti de l'espoir                  | 913 860   | 10,82     | 3         | —             | 1. Shinji Tarutoko (2017-2019) 2. Kazunori Inoue (ja) 3. Kazunori Yamanoi (ja) 4. Sumio Mabuchi (2019-2021)                                                                                                 |
|       | Parti communiste japonais          | 786 158   | 9,31      | 2         | 2             | 1. Keiji Kokuta 2. Takeshi Miyamoto (ja) (2017-2019) 3. Tadashi Shimizu (ja) (2019-2021) |
|       | Parti social-démocrate             | 78 702    | 0,93      | 0         | en stagnation | Aucun |
|       | Parti de la réalisation du bonheur | 36 774    | 0,44      | 0         | en stagnation | Aucun |

| Parti | Parti                              | Résultats | Résultats | Résultats | Résultats     | Députés élus (29) |
| Parti | Parti                              | Voix      | %         | Sièges    | +/-           | Députés élus (29) |
| ----- | ---------------------------------- | --------- | --------- | --------- | ------------- | --- |
|       | Parti libéral-démocrate            | 2 442 006 | 28,91     | 9         | 2             | 1. Takashi Nagao 2. Hiroyuki Ōnishi (ja) 3. Noboru Kamitani (ja) 4. Hiroshi Andō (ja) 5. Tomu Tanigawa (ja) 6. Shōhei Okashita (ja) 7. Hirofumi Kado (ja) 8. Kazuhide Ōkuma (ja) 9. Masahito Moriyama (ja)         |
|       | Parti japonais de l'innovation     | 2 202 932 | 26,08     | 8         | —             | 1. Sakihito Ozawa 2. Yasushi Adachi 3. Tomohiko Kinoshita (ja) 4. Hirofumi Yoshimura (2014-2015) 5. Yasuto Urano (ja) 6. Sayuri Uenishi 7. Kenta Matsunami 8. Nobuhisa Itō (ja) 9. Tamotsu Shiiki (ja) (2015-2017) |
|       | Kōmeitō                            | 1 236 217 | 14,64     | 4         | en stagnation | 1. Yuzuru Takeuchi (ja) 2. Tomoko Ukishima (ja) 3. Naoya Higuchi (ja) 4. Susumu Hamamura (ja) |
|       | Parti communiste japonais          | 1 084 154 | 12,84     | 4         | 2             | 1. Keiji Kokuta 2. Takeshi Miyamoto (ja) 3. Tadashi Shimizu (ja) 4. Terufumi Horiuchi (ja) |
|       | Parti démocrate du Japon           | 1 047 361 | 12,40     | 4         | 1             | 1. Kenta Izumi (2014-2016) 2. Tatsuo Kawabata 3. Issei Tajima (ja) 4. Hirofumi Hirano 5. Keirō Kitagami (ja) (2016-2017)                                                                                           |
|       | Parti des générations futures      | 175 279   | 2,08      | 0         | —             | Aucun |
|       | Parti social-démocrate             | 124 494   | 1,47      | 0         | en stagnation | Aucun |
|       | Parti de la vie du peuple          | 97 386    | 1,15      | 0         | —             | Aucun |
|       | Parti de la réalisation du bonheur | 35 830    | 0,42      | 0         | en stagnation | Aucun |

| Parti | Parti                                     | Résultats | Résultats | Résultats | Résultats     | Députés élus (29) |
| Parti | Parti                                     | Voix      | %         | Sièges    | +/-           | Députés élus (29) |
| ----- | ----------------------------------------- | --------- | --------- | --------- | ------------- | --- |
|       | Association pour la restauration du Japon | 2 999 020 | 30,76     | 10        | —             | 1. Hideo Higashikokubaru (ja) (2012-2013) 2. Shingo Nishimura 3. Naoto Sakaguchi (ja) 4. Kee Miki (ja) 5. Hiroshi Miyake (ja) 6. Sayuri Uenishi 7. Yuka Hayashibara (ja) 8. Hiroki Iwanaga (ja) 9. Hideto Shinbara (ja) 10. Mio Sugita 11. Kōichirō Shimizu (ja) (2013-2014) |
|       | Parti libéral-démocrate                   | 2 326 005 | 23,86     | 7         | 2             | 1. Hirofumi Kado (ja) 2. Naokazu Takemoto 3. Yasuhide Nakayama 4. Takashi Ōtsuka 5. Hiroshi Andō (ja) 6. Shigeki Kobayashi (ja) 7. Kenji Harada (ja) |
|       | Kōmeitō                                   | 1 234 345 | 12,66     | 4         | 1             | 1. Yuzuru Takeuchi (ja) 2. Tomoko Ukishima (ja) 3. Naoya Higuchi (ja) 4. Susumu Hamamura (ja) |
|       | Parti démocrate du Japon                  | 1 173 051 | 12,03     | 3         | 8             | 1. Kenta Izumi 2. Taizō Mikazuki (2012-2014) 3. Kiyomi Tsujimoto 4. Tatsuo Kawabata (2014) |
|       | Parti communiste japonais                 | 732 976   | 7,52      | 2         | 1             | 1. Keiji Kokuta 2. Takeshi Miyamoto (ja) |
|       | Parti de tous                             | 635 381   | 6,52      | 2         | 2             | 1. Nobuhiko Isaka (ja) 2. Mitsunari Hatanaka (ja) |
|       | Parti du futur du Japon                   | 481 603   | 4,94      | 1         | —             | 1. Fumiyoshi Murakami (ja) |
|       | Parti social-démocrate                    | 133 064   | 1,36      | 0         | 1             | Aucun |
|       | Parti de la réalisation du bonheur        | 33 509    | 0,34      | 0         | en stagnation | Aucun |

### Années 2000
| Parti | Parti                              | Résultats | Résultats | Résultats | Résultats     | Députés élus (29) |
| Parti | Parti                              | Voix      | %         | Sièges    | +/-           | Députés élus (29) |
| ----- | ---------------------------------- | --------- | --------- | --------- | ------------- | --- |
|       | Parti démocrate du Japon           | 4 733 415 | 42,41     | 11 (13)   | 2             | 1. Takanori Ōnishi (ja) 2. Mai Ohara (ja) 3. Kimiyoshi Tamaki (ja) 4. Hideko Muroi (ja) 5. Sadatoshi Kumagai (ja) 6. Hiroshi Hamamoto (ja) 7. Yoshihiko Watanabe (ja) 8. Mitsue Kawakami (ja) 9. Hirotaka Matsuoka (ja) 10. Juntarō Toyoda (ja) 11. Toshikazu Higuchi (ja) |
|       | Parti libéral-démocrate            | 2 592 451 | 23,23     | 9 (7)     | 2             | 1. Mitsue Kondō (ja) 2. Takuji Yanagimoto (ja) 3. Sanae Takaichi 4. Naokazu Takemoto 5. Masatoshi Ishida 6. Kenta Matsunami 7. Bunmei Ibuki 8. Kōichi Tani 9. Takashi Tanihata                                                                                             |
|       | Kōmeitō                            | 1 449 170 | 12,98     | 5 (4)     | 1             | 1. Yasuko Ikenobō 2. Hiroyoshi Nishi (ja) 3. Shigeki Satō 4. Yuzuru Takeuchi (ja) 5. Masao Akamatsu (ja) |
|       | Parti communiste japonais          | 1 067 443 | 9,56      | 3         | en stagnation | 1. Keiji Kokuta 2. Hidekatsu Yoshii 3. Takeshi Miyamoto (ja) |
|       | Parti de tous                      | 465 591   | 4,17      | 0 (1)     | —             | Aucun |
|       | Parti social-démocrate             | 411 092   | 3,68      | 1         | en stagnation | 1. Ryōichi Hattori (ja) |
|       | Nouveau Parti du peuple            | 169 380   | 1,52      | 0         | —             | Aucun |
|       | Nouveau Parti nippon               | 133 708   | 1,20      | 0         | 1             | Aucun |
|       | Parti de la réalisation du bonheur | 80 529    | 0,72      | 0         | —             | Aucun |
|       | Nouveau Parti de la réforme        | 58 141    | 0,52      | 0         | —             | Aucun |

| Parti | Parti                     | Résultats | Résultats | Résultats | Résultats     | Députés élus (29) |
| Parti | Parti                     | Voix      | %         | Sièges    | +/-           | Députés élus (29) |
| ----- | ------------------------- | --------- | --------- | --------- | ------------- | --- |
|       | Parti libéral-démocrate   | 4 003 209 | 36,79     | 11        | 2             | 1. Mitsue Kondō (ja) 2. Nobuko Iwaki 3. Takuji Yanagimoto (ja) 4. Osamu Uno (ja) 5. Kōichirō Shimizu (ja) 6. Tomohiro Yamamoto (ja) 7. Kyōko Izawa (ja) 8. Chūbee Kagita (ja) (2005-2009) 9. Kenshirō Matsunami (ja) 10. Yūji Fujii 11. Takashi Yano (ja) 12. Yasuji Izuhara (ja) (2009) |
|       | Parti démocrate du Japon  | 3 157 556 | 29,02     | 9         | 2             | 1. Shingo Nishimura 2. Takeaki Matsumoto 3. Keirō Kitagami (ja) 4. Tatsuo Kawabata 5. Ryūichi Doi (ja) 6. Tsuyoshi Yamaguchi 7. Kōichirō Ichimura (ja) 8. Osamu Fujimura 9. Tenzō Okumura (ja)                                                                                           |
|       | Kōmeitō                   | 1 626 678 | 14,95     | 4         | 1             | 1. Yasuko Ikenobō 2. Masao Akamatsu (ja) 3. Shigeki Satō 4. Hiroyoshi Nishi (ja) |
|       | Parti communiste japonais | 1 051 949 | 9,67      | 3         | en stagnation | 1. Ikuko Ishii 2. Keiji Kokuta 3. Hidekatsu Yoshii |
|       | Parti social-démocrate    | 619 883   | 5,70      | 1         | en stagnation | 1. Kiyomi Tsujimoto |
|       | Nouveau Parti nippon      | 420 908   | 3,87      | 1         | —             | 1. Makoto Taki (ja) |

| Parti | Parti                     | Résultats | Résultats | Résultats | Résultats     | Députés élus (29) |
| Parti | Parti                     | Voix      | %         | Sièges    | +/-           | Députés élus (29) |
| ----- | ------------------------- | --------- | --------- | --------- | ------------- | --- |
|       | Parti démocrate du Japon  | 3 425 342 | 37,11     | 11        | 4             | 1. Kazuya Tamaki (ja) 2. Hajime Ishii (ja) 3. Yasuhiro Kajiwara (ja) 4. Fusaho Izumi (ja) 5. Tenzō Okumura (ja) 6. Tetsuo Inami (ja) 7. Yoshikazu Tarui (ja) 8. Kunihiko Muroi 9. Osamu Nakagawa (ja) 10. Takeshi Kishimoto (ja) 11. Megumu Tsuji |
|       | Parti libéral-démocrate   | 2 833 181 | 30,69     | 9         | 2             | 1. Takuji Yanagimoto (ja) 2. Masahiro Morioka (ja) 3. Yuriko Koike 4. Tomokatsu Kitagawa 5. Takeshi Nishida (ja) 6. Yasuhide Nakayama 7. Osamu Konishi (ja) 8. Osamu Uno (ja) 9. Makoto Taki (ja)                                                 |
|       | Kōmeitō                   | 1 604 469 | 17,38     | 5         | en stagnation | 1. Yasuko Ikenobō 2. Masao Akamatsu (ja) 3. Hiroyoshi Nishi (ja) 4. Shigeki Satō 5. Yasuhide Yamana (ja) |
|       | Parti communiste japonais | 992 142   | 10,75     | 3         | 2             | 1. Ikuko Ishii 2. Keiji Kokuta 3. Hidekatsu Yoshii |
|       | Parti social-démocrate    | 375 228   | 4,07      | 1         | 2             | 1. Takako Doi |

| Parti | Parti                     | Résultats | Résultats | Résultats | Résultats     | Députés élus (30) |
| Parti | Parti                     | Voix      | %         | Sièges    | +/-           | Députés élus (30) |
| ----- | ------------------------- | --------- | --------- | --------- | ------------- | --- |
|       | Parti libéral-démocrate   | 2 185 236 | 23,68     | 7         | 3             | 1. Sanae Takaichi 2. Takuji Yanagimoto (ja) 3. Yoshihide Sakaue (ja) 4. Akira Nishino 5. Tōru Okutani (ja) (2000-2003) 6. Shōnosuke Hayashi (ja) 7. Keisuke Sunada (ja) 8. Tomokatsu Kitagawa (2003) |
|       | Parti démocrate du Japon  | 2 154 312 | 23,34     | 7         | 2             | 1. Kazunori Yamanoi (ja) 2. Tsutomu Yamamoto (ja) 3. Setsuya Kagita (ja) 4. Satoru Ienishi (ja) 5. Miyoko Hida 6. Kazuya Tamaki (ja) 7. Tetsuji Nakamura (ja)                                        |
|       | Kōmeitō                   | 1 483 220 | 16,07     | 5         | —             | 1. Yasuko Ikenobō 2. Hiroyoshi Nishi (ja) 3. Yasuhide Yamana (ja) 4. Tetsuji Kubo (ja) (2000-2003) 5. Masao Akamatsu (ja) 6. Shigeki Satō (2003)                                                     |
|       | Parti communiste japonais | 1 458 970 | 15,81     | 5         | 1             | 1. Keiji Kokuta 2. Ikuko Ishii 3. Hidekatsu Yoshii 4. Yōko Fujiki (ja) 5. Motoo Ōhata (ja) |
|       | Parti libéral             | 878 910   | 9,52      | 3         | —             | 1. Shingo Nishimura 2. Susumu Shiota (ja) 3. Ikkō Nakatsuka (ja) |
|       | Parti social-démocrate    | 843 060   | 9,13      | 3         | 1             | 1. Tomoko Nakagawa 2. Renko Kitagawa (ja) 3. Munenori Ueda (ja) |
|       | Parti conservateur        | 125 824   | 1,36      | 0         | —             | Aucun |
|       | Ligue libérale            | 99 791    | 1,08      | 0         | en stagnation | Aucun |

### Années 1990
| Parti | Parti                            | Résultats | Résultats | Résultats | Députés élus (33) |
| Parti | Parti                            | Voix      | %         | Sièges    | Députés élus (33) |
| ----- | -------------------------------- | --------- | --------- | --------- | --- |
|       | Shinshintō                       | 2 567 452 | 29,16     | 10        | 1. Yasuko Ikenobō 2. Mikio Ōmi (ja) 3. Tetsuji Kubo (ja) 4. Masao Akamatsu (ja) 5. Hiroyoshi Nishi (ja) 6. Takashi Yamamoto 7. Shigeki Satō 8. Osamu Yoshida (ja) 9. Setsuya Kagita (ja) 10. Kazuyasu Kyokudōzan (ja)                                                                   |
|       | Parti libéral-démocrate          | 2 497 411 | 28,37     | 10        | 1. Ryōtarō Tanose (ja) 2. Shigehiko Okuyama (ja) 3. Keisuke Sunada (ja) 4. Makoto Mekata (ja) 5. Takashi Tanihata 6. Takuji Yanagimoto (ja) 7. Yoshihide Sakaue (ja) 8. Kenzaburō Hara (ja) 9. Minoru Noda (ja) (1996-1998) 10. Masaaki Nakayama (ja) 11. Tōru Okutani (ja) (1998-2000) |
|       | Parti communiste japonais        | 1 539 172 | 17,48     | 6         | 1. Mitsuo Higashinaka (ja) 2. Keiji Kokuta 3. Ikuko Ishii 4. Sumi Fujita (ja) 5. Daiichi Tsuji (ja) 6. Yōko Fujiki (ja) |
|       | Parti démocrate du Japon         | 1 223 192 | 13,89     | 5         | 1. Satoru Ienishi (ja) 2. Miyoko Hida 3. Issei Inoue (ja) 4. Seiji Maehara 5. Tsutomu Yamamoto (ja) |
|       | Parti social-démocrate           | 542 047   | 6,16      | 2         | 1. Kiyomi Tsujimoto 2. Tomoko Nakagawa |
|       | Nouveau Parti pionnier           | 234 849   | 2,67      | 0         | Aucun |
|       | Nouveau Parti socialiste         | 122 989   | 1,40      | 0         | Aucun |
|       | Ligue libérale                   | 58 320    | 0,66      | 0         | Aucun |
|       | Parti des réformes démocratiques | 18 844    | 0,21      | 0         | Aucun |